# Hampont
Hampont (Hudingen) to miejscowość i gmina we Francji, w regionie Grand Est, w departamencie Mozela.
Według danych na rok 1990 gminę zamieszkiwały 223 osoby, a gęstość zaludnienia wynosiła 20 osób/km² (wśród 2335 gmin Lotaryngii Hampont plasuje się na 822. miejscu pod względem liczby ludności, natomiast pod względem powierzchni na miejscu 525.).